# Gilman (hrabstwo Taylor)
Gilman – wieś w Stanach Zjednoczonych, w stanie Wisconsin, w hrabstwie Taylor.